# Ethan Slater
Ethan Samuel Slater (ur. 2 czerwca 1992 w Waszyngtonie) – amerykański aktor i piosenkarz.

## Młodość
Ethan Samuel Slater urodził się 2 czerwca 1992 roku w Waszyngtonie jako trzecie dziecko Jaya Slatera, pracownika Agencji Żywności i Leków. Jego rodzina ma pochodzenie żydowskie. Ethan uczęszczał najpierw do szkoły Ohr Kodesh w Silver Spring, a po ukończeniu żydowskiej szkoły Charles E. Smith Jewish Day School Ethan wraz z rodziną przeprowadził się do miejscowości Silver Spring w stanie Maryland. Matka Ethana zmarła, gdy ten miał siedem lat.
Slater ukończył Georgetown Day School w Waszyngtonie, po czym studiował dramat w Vassar College w Poughkeepsie w Nowym Jorku. W trakcie studiów przeszedł przesłuchanie do praktyki w warsztacie szekspirowskim, co pozwoliło mu przejść przesłuchanie u reżyserki Tina Landau. W 2014 roku Ethan Slater ukończył Vassar Colleg z tytułem Bachelor of Arts w dziedzinie dramatu.

## Kariera
Jego pierwszy występ teatralny odbył się w lipcu 2015 roku w New York Musical Theatre Festival, kiedy Ethan zagrał rolę Luisa w musicalu Claudio Quest w reżyserii Johna Tartaglia. Za tę rolę zdobył nominację do nagrody festiwalu w kategorii "Najlepszy występ indywidualny".
W 2016 roku został obsadzony w roli głównej w musicalu SpongeBob SquarePants Kyle’a Jarrowa, w którym Ethan Slater wcielił się w tytułowego SpongeBoba Kanciastoportego. Musical został wyreżyserowany przez Tinę Landau w Ford Center for the Performing Arts Oriental Theatre w Chicago. Musical odniósł sukces, a jego produkcja w latach 2017–2018 została przeniesiona na Broadway w Palace Theatre. Ethan Slater za rolę w tym musicalu otrzymał nominację do Tony Award w kategorii najlepszego aktora w musicalu w 2018 roku, wygrywając w odpowiedniej kategorii w Drama Desk Award i Outer Critics Circle Awards. Od 2022 do 2023 roku występował w musicalu Assassins w reżyserii John’ego Doyle’a, grając Lee Harvey Oswalda. Za tę rolę otrzymał nominację do Lucille Lortel Awards w kategorii "Najlepszy występ".
W 2024 roku Ethan Slater wcielił się w rolę Boqa Woodsmana w filmowej adaptacji musicalu Wicked.

## Życie prywatne
Ethan Slater ma syna, który urodził się w 2022 roku. Matką dziecka jest Lilly Jay, z którą Ethan ożenił się w 2018 roku. Para rozstała się w 2023 roku, a Ethan Slater złożył pozew o rozwód. We wrześniu 2024 poinformowano, że jego rozwód z Lilly Jay został sfinalizowany. Od 2023 roku Ethan Slater jest w związku z piosenkarką Arianą Grande, którą poznał na planie filmu Wicked.

## Filmografia

### Filmy
- 2024: Wicked jako Boq
- 2025: Wicked: For Good jako Boq (postprodukcja)[18]

### Seriale
- 2018: Prawo i porządek: sekcja specjalna jako Riley Porter
  - Murphy Brown jako oficer Reynolds
- 2019: Fosse/Verdon jako Joel Grey[23]
  - Instinct jako Noe
  - SpongeBob Kanciastoporty jako Ethan Slater
  - Musical SpongeBob Kanciastoporty jako SpongeBob Kanciastoporty
- 2023: Wspaniała pani Maisel jako Steven

### Teatr
- 2015: Diner jako model[24]
  - Claudio Quest jako Luis
  - Please Excuse My Dear Aunt Sally[25]
- 2016: Musical SpongeBob Kanciastoporty jako SpongeBob Kanciastoporty
- 2017: Baghdaddy jako Jerry Samuel[26]
- 2017–2018: Musical SpongeBob Kanciastoporty jako SpongeBob Kanciastoporty (na Broadwayu)
- 2019: Camelot jako Mordred[27]
- 2021–2022: Assassins jako Lee Harvey Oswald
- 2022: Good Night, Oscar jako Max Weinbaum[28]
- 2023–2024: Spamalot jako Książę Herbert/historyk[29]
- 2024: Edge of the World jako Ben[30]